# Partito Verde dell'Iran
Il Partito Verde dell'Iran (in persiano حزب سبزهای ایران‎, ' Hezb-e Sabzhā-ye Irān') è un piccolo partito politico iraniano ambientalista illegale. Attivo in Germania e senza la possibilità di agire politicamente in patria, il PVI accusa il governo di Teheran e il Ministero dell'ambiente di coprire i disastri ambientali dello stato.